# کراسنیه باریکادی
کراسنیه باریکادی (انگلیسی: Krasnye Barrikady) یک شهرک در بخش ایکریانینسکی استان آستراخان کشور روسیه است.